# Anthony Mantha
Anthony Mantha (Longueuil, Quebec, 16 de septiembre de 1994), apodado Super Mantha, es un jugador profesional canadiense de hockey sobre hielo que se desempeña en la posición de extremo derecho en Vegas Golden Knights, equipo de la National Hockey League (NHL).

## Carrera
Fue seleccionado en la primera ronda en la NHL Entry Draft de 2013. En 2015 hizo su debut profesional con el equipo Detroit Red Wings, en el cual jugó seis temporadas (2015-2020), después pasó a Washington Capitals (2020-2023), luego a Vegas Golden Knights, donde lleva jugando una temporada.